# 愛麗絲·戈恩洛克
愛麗絲·戈恩洛克（英語：Alice Maud Gowenlock，1878年—1957年10月）是一名英格蘭羽球運動員，出生於蘭貝斯。
愛麗絲·戈恩洛克與朵洛西·康德爾在1907年至1909年都打進全英羽球錦標賽的女子雙打決賽，但都輸掉了。1911年，兩人終於贏得全英女子雙打冠軍。愛麗絲·戈恩洛克也贏得女子單打亞軍與混合雙打亞軍（搭配亨利·諾曼·馬瑞特）。1912年，她與朵洛西·康德爾成功衛冕女子雙打桂冠。愛麗絲·戈恩洛克也代表英格蘭參加與愛爾蘭的國際比賽，並且贏得了幾次郡冠軍。
1957年10月，她在薩塞克斯郡的沃辛去世。